# Helen Ware
Helen Ware est une actrice américaine de théâtre ayant participé aux débuts du cinéma muet et parlant, née à San Francisco (Californie) le 15 octobre 1877 et morte à Carmel-by-the-Sea (Californie) le 25 janvier 1939.

## Biographie

### Famille et jeunesse
Helen Ware naît à San Francisco, en Californie le 15 octobre 1877 dans une famille de traditions quaker. Elle utilise le nom de jeune fille de sa mère comme nom de scène. Avant de devenir comédienne, elle est d’abord gouvernante puis monitrice de natation.

### Carrière
Sa carrière sur scène commence en 1899, elle est alors étudiante à l'American Academy of Dramatic Arts. Elle débute à Broadway en compagnie de Maude Adams. Son charisme sur les planches lui procure des rôles de caractère, et, à la trentaine, elle est reconnue pour ses capacités d’interprétation et sa gamme dramatique.

### Du théâtre au cinéma
Helen Ware commence à jouer pour le cinéma dès 1914, l’époque du cinéma muet, mais elle continue à jouer à l’époque du « parlant ». Elle y interprète avec intensité des personnages austères et réalistes, et elle apparaît comme une actrice de caractère, forte et dramatique. On la retrouve notamment au générique de:
- Le Virginien (1929)
- Speakeasy (1929)
- Gold (1932)

Ou dans des films muets:
- The Garden of Allah (1916)
- The Deep Purple (1920)

Elle a aussi enseigné la comédie, formant ainsi les futurs acteurs. Au cours de sa vie professionnelle, elle défend de manière convaincante le réalisme sur scène et à l'écran.

### Vie privée
Elle devient l’épouse de l'acteur Frederick Burt (1876-1943) en 1919. Elle demeure active jusqu'au milieu des années 1930.
Helen War meurt en Californie, le 25 janvier 1939, à Carmel-by-the-Sea, des suites d'une infection de la gorge à l'âge de 61 ans.

## Filmographie partielle
- 1916 : The Garden of Allah de Colin Campbell : Domini Enfilden
- 1920 : The Deep Purple de Raoul Walsh : Kate Fallon
- 1925 : Soul-Fire de John S. Robertson
- 1928 : Napoleon's Barber de John Ford : La femme du barbier
- 1929 : Speakeasy de Benjamin Stoloff : Min
- 1929 : Les Voltigeurs de l'espace (Half Way to Heaven) de George Abbott
- 1929 : Le Cavalier de Virginie (The Virginian) de Victor Fleming : « Ma » Taylor
- 1930 : Abraham Lincoln (D. W. Griffith's 'Abraham Lincoln) de D. W. Griffith : Mme Edwards
- 1930 : Tol'able David de John G. Blystone
- 1931 : I Take This Woman de Marion Gering : Tante Bessie
- 1931 : Command Performance de Walter Lang
- 1933 : She Had to Say Yes de George Amy et Busby Berkeley : Mme Haines
- 1933 : Gloire éphémère (Morning Glory) de Lowell Sherman : Nellie Navarre
- 1934 : Vivre et aimer (Sadie McKee) de Clarence Brown : Mrs. McKee
- 1935 : Romance in Manhattan de Stephen Roberts : Miss Anthrop